# Thomas Clinton (3e comte de Lincoln)
Thomas Clinton, 3e comte de Lincoln (1568 - 15 janvier 1619), est un pair anglais, titré Lord Clinton de 1585 à 1616.

## Biographie
Formé à Oxford (MA 1588), Clinton représente les circonscriptions du Lincolnshire en 1601 et de Great Grimsby de 1604 à 1610. Lord Clinton est représentant anglais à la Commission de l'Union anglo-écossaise établie en juin 1604 avant d'entrer à la Chambre des lords le 14 février 1610 par bref d'accélération en tant que baron Clinton.

## Famille
Fils aîné d'Henry Clinton (2e comte de Lincoln), et de Catherine Hastings, fille de Francis Hastings (2e comte de Huntingdon) et de Catherine Pole, il succède à son père en 1616 aux titres de famille.
Clinton épouse en 1584 Elizabeth Knyvett (décédée en 1632), fille cadette et cohéritière d'Henry Knyvett, député, et a :
- Theophilus Clinton (4e comte de Lincoln), 12e baron Clinton (1599[3] – Londres, 21 mai 1667), épouse (vers 1619) l'hon. Bridget Fiennes, et épouse en secondes noces Elizabeth Gorges (morte en 1675), ayant (par sa première femme) :
  - Edward Clinton, baron Clinton (1624 – Londres, 1657), marié en 1652 à Anne Holles (décédée à Londres, octobre 1707), et a :
    - Edward Clinton, 5e comte de Lincoln, 13e baron Clinton (1645 – France, 25 novembre 1692), épouse en 1674 Jeanne de Gallières (morte le 25 août 1688), sans descendance ; à la mort du 5e comte, la baronnie de Clinton (créée par assignation) tombe en suspens entre ses tantes et leur descendance

  - Katherine Clinton (morte en 1643), mariée en 1639, en tant que première femme, à George Booth (1er baron Delamer) (mort en 1684), laissant une fille unique, décédée sans descendance.
  - Arabella Clinton (morte en 1667), épouse en 1643 Robert Rolle, haut shérif du Devon (morte en 1660), laissant une fille (Bridget Trefusis) et un fils (colonel Samuel Rolle)
  - Margaret Clinton (morte en 1688), mariée en 1651 à Hugh Boscawen (1625-1701), laissant une fille (Bridget Fortescue)
- Henri Clinton -1595[4]
- Thomas Clinton - 1596[5]
- Arbella Clinton - 1597[6] (morte à Salem, comté d'Essex, Massachusetts, août 1630), épouse Isaac Johnson
- Susan Clinton, mariée au sergent-major-général John Humphrey ; ils émigrent en Amérique ; retour en Angleterre le 26 octobre 1641.
- Edward Clinton-1600[7]
- Frances Clinton, mariée à John Gorges, Lord Propriétaire de la Province du Maine
- Dorcas Clinton - 1614[8]
- Sara Clinton - 1615[9].
- Ann Clinton - 1602 [10]
- Charles Clinton -1604 [11]
- Knyvett Clinton - 1605 [12]

Lord Lincoln est mort à Tattershall.